# Hollis Chenery
 (août 2022).
Si vous disposez d'ouvrages ou d'articles de référence ou si vous connaissez des sites web de qualité traitant du thème abordé ici, merci de compléter l'article en donnant les références utiles à sa vérifiabilité et en les liant à la section « Notes et références ».
Hollis Burnley Chenery (né le 6 janvier 1918 à Richmond, mort le 1er septembre 1994 ) est un économiste américain spécialisé en économie du développement. 

## Biographie
Chenery est fils de Christopher Chenery, homme d'affaires et cavalier. Il fait ses études en Virginie, à Pelham Manor, New York et à l'université de l'Arizona (BSc Mathematics, 1939), à l'université de l'Oklahoma (BSc Engineering, 1941) et au California Institute of Technology (MSc Engineering, 1943). Il sert dans l'armée de l'air des États-Unis pendant la Seconde Guerre mondiale. Après la guerre, il obtient des diplômes de l'université de Virginie (MA Economics, 1947) et de l'université Harvard (PhD Economics, 1950). Sa thèse de doctorat, intitulée Engineering Bases of Economic Analysis, est rédigée sous la direction de Wassily Leontief.
Il travaille comme professeur d'économie à Stanford de 1952 à 1961, comme boursier Guggenheim en 1961 et rejoint l'Agence des États-Unis pour le développement international en 1961, et en devient administrateur adjoint.

## Publications
- Chenery, Hollis; Clark, P. (1959). Interindustry economics.
- Chenery, Hollis. (1960). Patterns of industrial growth., American Economic Review
- Chenery, Hollis. (1961). Comparative advantage and development policy., American Economic Review
- Chenery, Hollis; Strout, A. (1966). Foreign assistance and economic development., American Economic Review
- Chenery, Hollis; et al. (1971). Studies in development planning.
- Chenery, Hollis; et al. (1974). Redistibution with growth: an approach to policy.
- Chenery, Hollis; Syrquin, R. (1975). Patterns of development, 1950–1970.
- Chenery, Hollis. (1975). A structuralist approach to development policy, 1975., American Economic Review
- Chenery, Hollis. (1979). Structural change and development policy.
- Chenery, Hollis. (1983). Interaction between theory and observation, world development.